# Grote Prijs Jef Scherens 2005
Il Grote Prijs Jef Scherens 2005, trentanovesima edizione della corsa, valido come evento dell'UCI Europe Tour 2005, si svolse il 4 settembre 2005 per un percorso di 183 km. Fu vinto dall'olandese Joost Posthuma, che giunse al traguardo in 4h 16' 00" alla media di 42,89 km/h.
Furono 67 i ciclisti che portarono a termine la competizione.

## Ordine d'arrivo (Top 10)
| Pos. | Corridore           | Squadra         | Tempo    |
| ---- | ------------------- | --------------- | -------- |
| 1    | Joost Posthuma      | Rabobank        | 4h16'00" |
| 2    | Björn Leukemans     | Davitamon       | a 2'00"  |
| 3    | Rory Sutherland     | Rabobank        | s.t.     |
| 4    | Wouter Van Mechelen | Ch. Jacques     | a 2'23"  |
| 5    | Aart Vierhouten     | Davitamon       | s.t.     |
| 6    | Nico Sijmens        | Landbouwkrediet | s.t.     |
| 7    | Johnny Hoogerland   | Eurogifts.com   | s.t.     |
| 8    | Patrik Sinkewitz    | Quick Step      | s.t.     |
| 9    | Maarten Neyens      | Bodysol         | s.t.     |
| 10   | Matthé Pronk        | Mr Bookmaker    | a 2'59"  |